# Guarda Veneta
Guarda Veneta (velenceiül Varda Vèneta') település Olaszországban, Veneto régióban, Rovigo megyében. Lakosainak száma 1103 fő (2023. január 1.). Guarda Veneta Crespino, Pontecchio Polesine, Bosaro, Polesella és Riva del Po községekkel határos.

## Népesség
A település lakossága az elmúlt években az alábbi módon változott:
| Lakosok száma | 1188 | 1125 | 1103 |
|               | 2008 | 2018 | 2023 |